# 蔡栄喆
蔡 栄喆（チェ・ヨンチョル、朝鮮語: 채영철/蔡榮喆、1926年6月25日 - 2019年11月6日）は、大韓民国の政治家。第9・10代韓国国会議員。
本貫は平康蔡氏。号は政厳（ジョンアム、정암/政巖）。字は庚斉（キョンジェ、경제/庚齊）。カトリック教徒。元無任所長官の李炳玉の妻の兄弟である。

## 経歴
1926年6月25日、日本統治時代の朝鮮で全羅北道の裡里（現・益山市）に生まれ。陸軍士官学校（8期）、陸軍歩兵学校、陸軍大学卒業。ソウル大学校経営大学院を修了した。
中央情報学校長、陸軍本部情報参謀部部長、全北日報社長、韓国新聞協会理事を経て、1973年2月27日に実施された第9代総選挙に民主共和党の公認で立候補して当選し、国会議員となった。
その後、1978年12月12日に実施された第10代総選挙にも同党の公認で立候補して当選し、再び国会議員となった。また、大韓卓球協会会長、大韓体育会委員を務めたこともある。
2019年11月6日、93歳で死去した。